# Venere pudica (Musei Civici di Reggio Emilia)
La statuetta di Venere pudica, che raffigura una divinità femminile, è una piccola replica del tipo statuario dell’Afrodite di Cnido di Prassitele: la dea è rappresentata prima o dopo il bagno e utilizza la mano destra per coprire la propria nudità.
Risale ad un periodo tra il I e II secolo d.C. ed è stata rinvenuta a Castelnovo di Sotto (RE).
È conservata presso il Palazzo dei Musei (Musei Civici di Reggio Emilia).